# Hradčovice
Hradčovice är en ort i Tjeckien.   Den ligger i distriktet Okres Uherské Hradiště och regionen Zlín, i den östra delen av landet, 260 km sydost om huvudstaden Prag. Hradčovice ligger 205 meter över havet och antalet invånare är 995.
Terrängen runt Hradčovice är huvudsakligen platt. Hradčovice ligger nere i en dal. Runt Hradčovice är det ganska tätbefolkat, med 72 invånare per kvadratkilometer. Närmaste större samhälle är Uherské Hradiště, 9,2 km väster om Hradčovice. Trakten runt Hradčovice består till största delen av jordbruksmark.